# Kathryn Kimball Mizelle
Kathryn Anne Kimball Mizelle (Lakeland, Florida, 14 de agosto de 1987) es una abogada y jueza estadounidense. Se desempeña como juez federal del Tribunal de Distrito de los Estados Unidos para el Distrito Medio de Florida. A los 33 años, fue la persona más joven elegida por el presidente Donald Trump para ocupar un cargo judicial vitalicio.
El 18 de abril de 2022, Mizelle anuló el mandato federal sobre el uso de mascarillas COVID-19 en aviones y transporte público del país.

## Educación
Después de graduarse de Lakeland Christian School en 2005, Mizelle asistió a Covenant College y se graduó en 2009 con una licenciatura summa cum laude en economía con especialización en filosofía. Luego asistió a la Facultad de Derecho Fredric G. Levin de la Universidad de Florida, donde fue editora ejecutiva de notas y comentarios de Florida Law Review. Se graduó en 2012 con un Juris doctor summa cum laude.

## Carrera
Después de graduarse de la facultad de derecho, Mizelle se desempeñó como asistente legal del juez James S. Moody Jr. del Tribunal de Distrito de los Estados Unidos para el Distrito Medio de Florida de 2012 a 2013, y del juez William H. Pryor Jr. del Tribunal de Apelaciones de los Estados Unidos para el Undécimo Circuito de 2013 a 2014.
Trabajó como abogada litigante en la División de Impuestos del Departamento de Justicia de los Estados Unidos de 2014 a 2017, y fue nombrada Fiscal Federal Auxiliar Especial para el Distrito Este de Virginia de 2014 a 2015. Mizelle fue abogada del Fiscal General Asociado de los Estados Unidos entre 2017 y 2018.
En 2018, trabajó brevemente como secretaria del juez Gregory G. Katsas de la Corte de Apelaciones para el circuito de DC, y luego fue secretaria del juez de la Corte Suprema Clarence Thomas de 2018 a 2019.
Se desempeñó como consejera general interina del Departamento de Seguridad Nacional de los Estados Unidos en la administración de Donald Trump. El gobernador Ron DeSantis la nombró en la Comisión de Nominación Judicial del 13.º Circuito Judicial en la corte estatal en el condado de Hillsborough.
Antes de convertirse en jueza, Mizelle fue asociada en el bufete multinacional Jones Day, donde trabajó en litigios y apelaciones civiles y penales.
Actualmente, Mizelle es profesora adjunta en la Facultad de Derecho Levin de la Universidad de Florida. Es miembro de la Sociedad Federalista desde 2012.

### Jueza federal
El 12 de agosto de 2020, el presidente Donald Trump anunció su intención de nominar a Mizelle para servir como jueza de distrito de los Estados Unidos del Tribunal de Distrito de los Estados Unidos para el Distrito Medio de Florida. A la edad de 33 años, fue la persona más joven elegida por Trump para un nombramiento judicial vitalicio. El 8 de septiembre de 2020, su nominación fue enviada al Senado para ocupar el puesto que dejó vacante la jueza Virginia Hernandez Covington el 12 de julio de 2020. El 9 de septiembre de 2020 se llevó a cabo una audiencia sobre su nominación ante el Comité Judicial del Senado. La American Bar Association (ABA), que califica a los nominados judiciales federales, calificó a Mizelle como “No Calificada” para servir como juez de un tribunal federal de primera instancia, señalando que «Desde su admisión al colegio de abogados, la Sra. Mizelle no ha juzgado un caso, civil o penal, como abogado principal o adjunto». Tenía ocho años de experiencia legal al momento de su nominación; la ABA generalmente requiere 12 años para otorgar a un candidato una calificación de “Calificado”. La ABA dijo que Mizelle «Tiene un intelecto muy agudo, una fuerte ética de trabajo y un currículum impresionante…su integridad y comportamiento no están en duda». Sin embargo, el comité escribió: «Estos atributos simplemente no compensan el poco tiempo que realmente ha ejercido la abogacía y su falta de experiencia procesal significativa». El 22 de octubre de 2020, el Comité Judicial informó su nominación con una votación de 12 a 0, y todos los senadores demócratas boicotearon la reunión.
El 18 de noviembre de 2020, el Senado invocó la clausura de su nominación por 49 a 43 votos. La nominación de Mizelle fue confirmada más tarde ese día por una votación de 49 a 41. Recibió su comisión judicial el 20 de noviembre de 2020.
El 12 de enero de 2024, Mizelle dictaminó que prohibir la posesión de armas de fuego en las oficinas de correos es inconstitucional, citando New York State Rifle & Pistol Association, Inc. contra Bruen.

## Vida personal
Mizelle es católica. Contrajo matrimonio en 2016 con Chad Mizelle en la Iglesia Católica de San José en Lakeland.